# Jal'mar Teravajn
Jal'mar Teravajn (in russo Яльмар Теравайн?; San Pietroburgo, 24 agosto 1887 – ...) è stato un calciatore russo, di ruolo attaccante.

## Carriera

### Nazionale
Venne convocato nella Nazionale russa che prese parte hai Giochi olimpici del 1912 nel corso dei quali non scese mai in campo. In generale non disputò mai alcuna partita con la Nazionale russa.